# Armée de terre tunisienne
L'armée de terre tunisienne est l'une des branches des forces armées tunisiennes. Elle est fondée en 1956, dès que la Tunisie regagne son indépendance de la France.
Forte de plus de 27 000 hommes, elle se compose essentiellement de :
- - trois brigades mécanisées basées à Gabès (première), Kairouan (deuxième) et Béja (troisième) ; chacune se compose principalement de :
    - un régiment blindé ;
    - deux régiments d'infanterie mécanisée ;
    - un bataillon d'intervention ;
    - un régiment d'artillerie ;
    - un régiment d'artillerie anti-aérienne ;
    - une compagnie antichar ;
    - une compagnie de reconnaissance ;

  - un groupement territorial saharien ;
  - une brigade des forces spéciales ;
  - un groupement de soutien logistique ;
  - un groupement de génie militaire ;
  - un groupement de transmissions ;
  - un groupement de la police militaire.

## Équipements

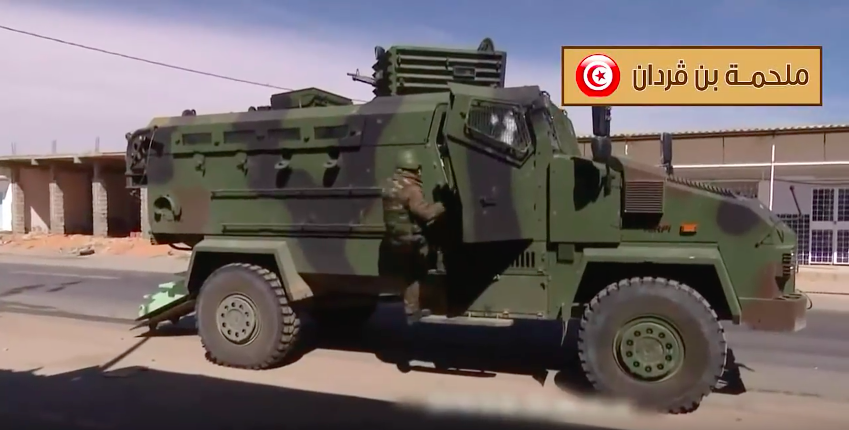
Kirpi de l’Armée tunisienne.

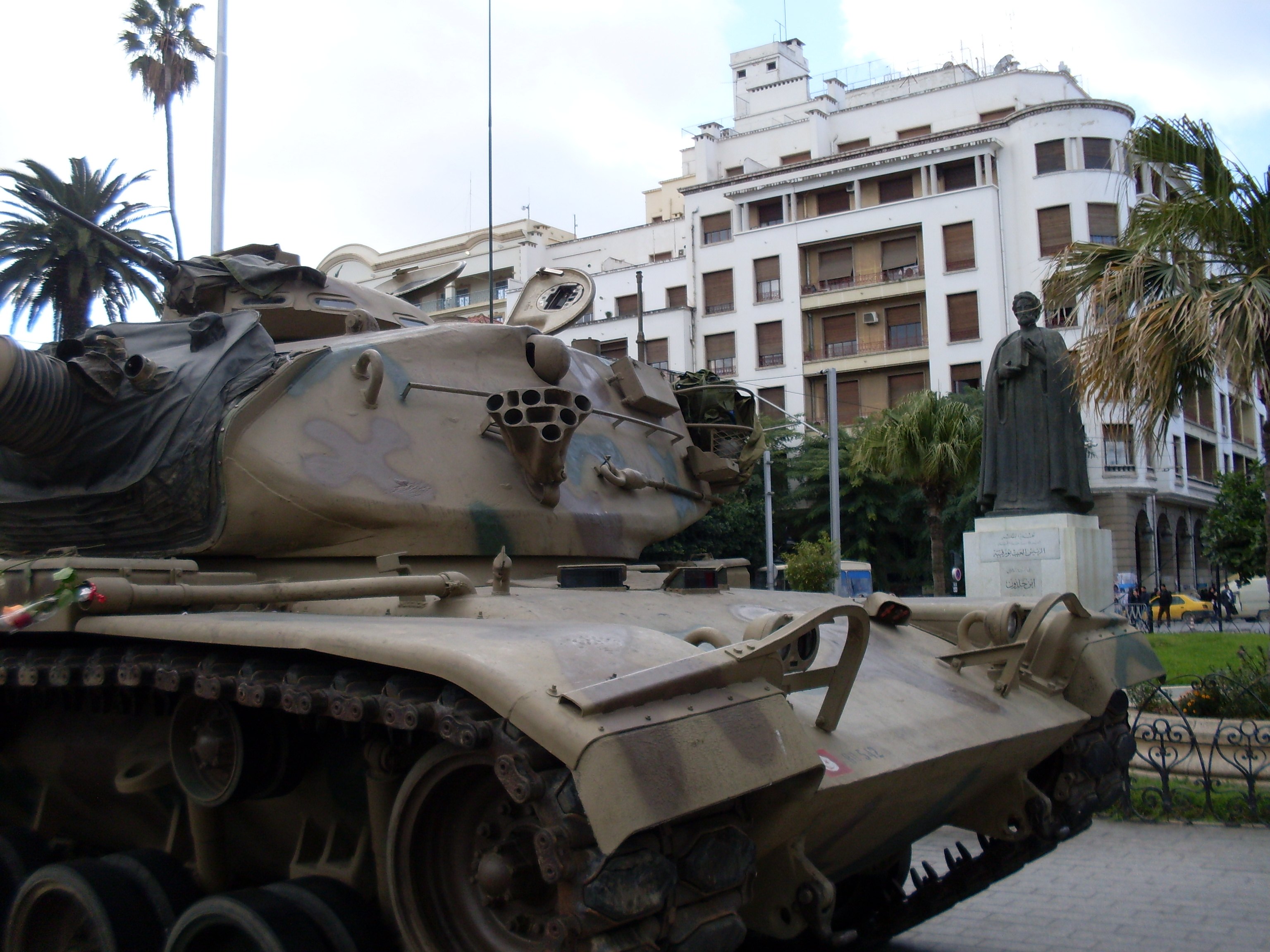
Char M60.

Elle bénéficie des équipements suivants :
- Véhicules blindés
  - SK-105 Kürassier
  - Otokar Cobra I et II (en)[4]
  - MRAP Edjer Yalçin[5]
  - BMC Vuran (en)[6]
  - M113-A1 / M113-A2
  - VM901 Tow
  - Saladin (en)
  - AML-90
  - EE-11 Urutu
  - Fiat - OTO Melara 6614
  - AML 60
  - EE-9 Cascavel
  - BMC Kirpi[7] : 46 unités initialement puis 233 unités par la suite[8].
- Chars de combat
  - M60-A1
  - M60-A3
- Artillerie
  - M101 A1
  - M114 A1
  - M198
- Armes légères et lourdes
  - 120 mm Brandt
  - 107 mm
  - 107 mm SP
- Défense antiaérienne
  - RBS 70
  - M48 Chaparral
  - Canons 40 mm
  - Canons 37 mm M1939 (en)
  - Canons 20 mm M55 (en)
- Système radar
  - Radars TRS 2100/2215/2230